# Église Sainte-Foy de Conques-sur-Orbiel
Pour les articles homonymes, voir Église Sainte-Foy.
L'église Sainte-Foy de Conques-sur-Orbiel (ou église paroissiale Saint Michel) est une église catholique située à Conques-sur-Orbiel, en France.

## Localisation
L'église est située dans le département français de l'Aude, sur la commune de Conques-sur-Orbiel.

## Historique
L'abside est classée au titre des monuments historiques en 1913, le reste de l'église est inscrit en 2015.